# KatjaKaj og BenteBent
KatjaKaj og BenteBent er en dansk tegneserie af Anders Morgenthaler som havde premiere i 2001. Serien består af 26 afsnit på 5 minutter hver og handler om to sjove karakterers hverdag.
Seriens storyboard blev lavet af designeren Jan Solheim og animatoren Jacob Ley. Fortælleren i de danske afsnit er Anders Morgenthaler. Fortælleren i de svenske afsnit er Lennart Jähkel.

## Hovedkaraktererne
- Bentebent er lang og smal, iklædt en orange skjorte. Han har en lang, spids næse. Hans ben er så korte som Bentebents, altså sidder længden hovedsageligt i overkroppen.
- Katjakaj er kort og rund, iklædt en lyst farvet skjorte. Han har meget korte ben.
- Pelle Pirat er en kostumeret pirat.
- 13 blå irritationer er en gruppe personer klædt i blåt, som hjælper KatjaKaj og BenteBent da de går ud for at udforske skoven.
- Gammel ost
- Morfar er morfar til KatjaKaj og BenteBent. Han fortæller dem om da han var et barn i episoden Dengang jeg var dreng.
- August er en aubergine.
- LennartLenard
- Goodman
- Ice dame er en kvinde som sælger is i episoden Pengene gror ikke på træerne.
- Tiden er et ur.
- Flaskemunken vises i episoden Flaskemunken. Denne mand sætter alt du finder i en flaske.

## Episoder
1. "Hvad er der galt i at bruge en blå gnu som indkøbsvogn?"
2. "På stranden"
3. "Der var engang en lille sky, som vist var en ko"
4. "Hvor er tiden blevet af?"
5. "Vejviseren"
6. "Nu skal vi se fjernsyn"
7. "Pelle Pirat, en fætter eller noget"
8. "Hvad stiller man op med en lidt for fed hund?"
9. "Pengene gror ikke på træerne"
10. "Sofavælgeren"
11. "Når man finder en grøntsag"
12. "Hvorfor engle ikke har vinger"
13. "13 blå irritationer"
14. "Fjernsyn og historien om at finde en kæreste til ham"
15. "Flaskemunken"
16. "RoButler X møder mage"
17. "Sugekoppilen og det halve kongerige"
18. "Hvide mis og kælderhavet"
19. "Øjet i nakken"
20. "Pelle Pirat bliver voksen"
21. "Historien om en fortæller"
22. "BenteBents lille historie"
23. "Zoologisk fjernsyn"
24. "Tegnekrigen"
25. "Dengang jeg var dreng"
26. "Ostehørmeren"[2]

## Sprogversioner og stemmer
| Sprog              | Titel                       | Skuespiller         |
| ------------------ | --------------------------- | ------------------- |
| Dansk (original)   | KatjaKaj og BenteBent       | Anders Morgenthaler |
| Norsk              | KatjaKaj og BenteBent       | Asgeir Borgemoen    |
| Svensk             | KatjaKaj och BenteBent      | Lennart Jähkel      |
| Svensk (i Finland) | KatjaKaj och BenteBent      | Riko Eklundh        |
| Engelsk            | JenniferJohn and BritneyBob | Padraig Collins     |
| Hollandsk          | KatjaKaj en BenteBent       | Maxim Hartman       |
| Spansk             | JuanaJuani y Tinatoni       | ?                   |

## Eksterne links
- https://www.dr.dk/drtv/serie/katjakaj-og-bentebent_6565